# 司馬文深
司馬文深（4世纪—401年），东晋宗室，司马承的玄孙，司馬無忌的曾孙，司馬恬之孙，司馬恢之的儿子。
高阳王司馬毅在永嘉之乱时被杀。直到东晋末年，隆安元年（397年），晋安帝以谯敬王司马恬次子司马恢之子司马文深出继司马毅，袭封高阳王（治所在今河北省蠡县南十五里）。在位五年，隆安五年（401年）去世，无嗣，再以高密王司馬純之之子、司馬文深的族侄司馬法蓮出继司马文深，袭封高阳王。
| 前任： 司馬毅 | 晋朝高阳王 397年－401年 | 繼任： 司馬法蓮 |